# تفسیر قرطبی
تفسیر قُرطُبی، تفسیری مفصّل با گرایش فقهی از قرن هفتم، نوشته قرطبی، مفسر و فقیه مالکی.
نام اصلی آن الجامع لاِ حکامِ القرآن و المُبَیِّن لِما تَضَمَّنه مِن السُنّة و آیِ الفُرقان است. بخش عمده این تفسیر به بیان احکام فقهی و اختلاف مذاهب فقهی اختصاص دارد ولی به مباحث کلامی، اخلاقی، ادبی، تاریخی و اجتماعی نیز پرداخته‌است.

## روش‌شناسی
قرطبی در مقدمه کتاب به روش تفسیری خود و شیوه‌های دیگر مفسران اشاره کرده‌است. او مباحثی دربارهٔ آداب تلاوت قرآن، اِعراب و تعلیم آن، ثواب قرائت قرآن، تفسیر به رأی و ویژگی‌های آن، اعجاز و عدم تحریف قرآن آورده‌است؛ همچنین بخش‌هایی از رساله مفقود ابوبکر محمد بن قاسم انباری، به نام الرّدُّ علی مَن خالَفَ مُصْحَفَ عثمان، را نیز در مقدمه تفسیرش آورده‌است.

## شیوه نگارش
قرطبی در تفسیر آیات گاه تفسیر چند آیه را ذیل ابوابی که از چند مسئله تشکیل یافته‌است می‌آورد، نظیر سوره حمد که تفسیر آن را در چهار باب قرار داده‌است و گاهی تفسیر آیات را به صورت مسائل مستقل می‌آورد، نظیر آیه سوم سوره اعراف که آن را در دو مسئله ذکر کرده‌است و گاه آیات را بدون دسته‌بندی در قالب باب یا مسئله تفسیر می‌کند، نظیر آیه ۵۴ سوره الرحمن.

## ویژگی‌ها
از ویژگی‌های تفسیر قرطبی، که خود او در مقدمه تفسیر به آن اشاره کرده‌است، نقل سخنان و آرا با ذکر نام گوینده و مأخذ آنهاست. با وجود این، گاهی نام گوینده و مأخذ آن را ذکر نمی‌کند. از جمله کسانی که قرطبی از آنان بسیار سخن نقل کرده، ابن عطیه اندلسی است. قرطبی گاهی عین مطالب را از تفسیر او با ذکر نام، و در مواردی بدون ذکر نام، نقل می‌کند و گاهی سخن او را به خود نسبت می‌دهد و گاهی به رد سخن او می‌پردازد. وی همچنین از تفسیر طبری، احکام القرآن کیا هرّاسی، احکام القرآن ابن عربی، اعراب القرآن و معانی القرآن هر دو از ابوجعفر نحّاس نحوی، صحاح سته، التفصیل الجامع لعلوم التنزیل نوشته احمد بن عمار مهدوی، الکشّاف عن حقائق غوامض التنزیل زمخشری و برخی کتاب‌های دیگر بهره برده‌است.

قرطبی برای ریشه یابی لغات و معانی آنها و مباحث نحوی و قرائت‌های مختلف، بخش جداگانه‌ای اختصاص داده و حتی برای بیان احکام فقهی به ریشه لغات و مباحث نحوی پرداخته و شواهد شعری بسیاری هم آورده‌است.
در تفسیر قرطبی برخی آیات به مدد آیات دیگر تفسیر شده‌است. در این تفسیر اسرائیلیات نیز بسیار راه یافته‌است. قرطبی به تفسیر رمزی توجهی نداشته، اما تفسیر صوفیانه را پذیرفته و مطالبی را از تفاسیر صوفیانی چون ابوعبدالرحمان سُلَمی و قُشَیری نقل کرده‌است.
برخی مؤلفان، تفسیر قرطبی را «تفسیر به رأی» دانسته‌اند، اما قرطبی در مقدمه تفسیرش فصلی را به نقل احادیث نهی از تفسیر به رأی اختصاص داده و در آن به نقد کسانی پرداخته‌است که معتقدند قرآن را فقط از طریق نقل باید تفسیر کرد. او کسانی را که با مبانی علمی صحیح و در مقاصد و اهداف شایسته از آیات الاهی بهره می‌گیرند، مشمول این احادیث ندانسته و این نهی را بر دو گروه تطبیق داده‌است:
1. کسانی که اندیشه‌ای را می‌پذیرند و سپس آیات قرآن کریم را برای توجیه آن به‌کار می‌گیرند.
2. کسانی که با اندک توجه به ظاهر آیات به تفسیر آنها می‌پردازند.[۱۹]

قرطبی در تفسیر خود به آرای مذهب اشعری پایبند است و جنبه‌های کلامی آیات را با عقاید اشعری توجیه می‌کند؛ مثلاً در تفسیر آیه ۱۴۳ سوره اعراف ــ که طبق آن حضرت موسی درخواست کرد که پروردگار، خودش را به وی نشان دهد، اما پاسخ شنید که هرگز مرا نخواهی دید ــ قرطبی، مطابق عقاید اشاعره، رؤیت خداوند را فقط در دنیا نفی کرده و کسانی را که به نفی کلی رؤیت معتقدند، گمراه و بدعت گذار می‌داند. او همچنین در بسیاری موارد به آرای معتزله، قدریه، صوفیان، شیعیان، خوارج، کرامیه، حلولیه، زنادقه، قرامطه و دیگر فرق و مذاهب دینی و سیاسی اشاره کرده و به رد و طعن آنها پرداخته‌است.

قرطبی در فقه پیرو مالک بن انس بوده و در تفسیر آیات فقهی، ضمن نقل آرای فقیهان مذاهب دیگر، به بیان دیدگاه‌های فقهی مالک بن انس و اثبات آنها پرداخته‌است. با این همه، در مواردی که دلیل مالک را استوار ندانسته و به دلایلی محکم‌تر دست یافته، اقوال دیگران را بر فتوای مالک مقدّم داشته‌است. او همچنین در برخی موارد به مسائل اصول فقه از دیدگاه اهل سنّت اشاره کرده‌است.

عمادالدین اسماعیل بن عمرو ابن کثیر در تفسیرالقرآن العظیم، محمدبن علی شوکانی در دو کتاب فتح القدیر و الجامع بین فَنَّیِ الروایة و الدرایة من علم التفسیر، محمدامین بن محمد مختار شَنقیطی در اضواءالبیان فی ایضاح القرآن بالقرآن و جمال الدین محمد بن محمد قاسمی در محاسن التأویل از تفسیر قرطبی اثر پذیرفته‌اند.

## چاپ
چاپ تفسیر قرطبی نخستین بار در قاهره از ۱۳۱۴ ش / ۱۹۳۵ آغاز شد و مجلدات بیست گانه آن بتدریج انتشار یافت و بارها در مصر، لبنان و ایران تجدید چاپ شد. مقدمه این تفسیر نیز با تحقیق محمد طلحه بلال مینار جداگانه در سال ۱۴۱۸ ق یا ۱۹۹۷ م در بیروت به چاپ رسیده‌است. سه مختصر هم از این تفسیر وجود دارد:
1. مختار تفسیر القرطبی از توفیق الحکیم (قاهره ۱۹۷۷)
2. تفسیر القرطبی از عرفان حسونه (بیروت ۲۰۰۱)
3. تفسیر القرطبی از محمد کریم راجح

وی با حذف تفاصیل احکام فقهی که با محتوای آیه پیوند مستقیمی ندارند و حذف پاره‌ای از مباحث لغوی و اعرابی و نحوی و اسرائیلیات، آن را در پنج جلد در بیروت چاپ کرده‌است. همچنین عبدالعال سالم مکرم، شواهد شعری تفسیر قرطبی را با عنوان الشواهدالشعریة فی تفسیر القرطبی در ۱۴۱۸ق یا ۱۹۹۸م در چهار جلد در بیروت چاپ کرده‌است.